# شيمليس بيكيلي
شيمليس بيكيلى (2 يناير 1990 أواسا إثيوبيا - ) هو لاعب كرة قدم إثيوبي، يلعب كلاعب وسط.

## روابط خارجية
- شيمليس بيكيلى على موقع الاتحاد الدولي (مؤرشف)  (الإنجليزية)
- شيمليس بيكيلى على موقع قاعدة بيانات كرة القدم.إي يو (الإنجليزية)
- شيمليس بيكيلى على موقع ناشيونال فوتبول تيمز (الإنجليزية)
- شيمليس بيكيلى على موقع Soccerway.com (الإنجليزية)
- شيمليس بيكيلى على موقع عالم كرة القدم.نت (الإنجليزية)